# Sarah Weddington
Sarah Weddington (født 5. februar 1945 i Abilene, Texas, USA, død 26. december 2021 i Austin, Texas, USA) var en amerikansk advokat.

## Roe vs. Wade
Hun vandt i 1973 en retssag ved Højesteret i USA, der gav amerikanske kvinder ret til abort. I retssagen repræsenterede hun en gruppe gravide kvinder i Texas, der ville udfordre den texanske lovginings reelle forbud mod abort. Da sagen nåede Højesteret blev sagen kaldt “Roe vs. Wade”, hvor Roe var et andet navn for Norma McCorvey, mens Wade var Texas’ advokat Henry Wade.
Dommen fra 1973 var grundlaget for den føderale ret til abort i USA indtil Højesteret fjernede denne rettighed 24. juni 2022, hvorefter hver enkelt delstat selv bestemmer.